# Egon Steuer
Egon Steuer (Košice, 23 novembre 1935) è un ex cestista e allenatore di pallacanestro slovacco.

## Carriera
Ha guidato i Paesi Bassi ai Campionati europei del 1967.